# مذبحة الطنطورة
مذبحة الطنطورة ومجزرة الطنطورة  بعد شهر تقريبا من مذبحة دير ياسين، واستكمالًا للهدف الصهيوني الرئيسي المتمثّل بعملية التطهير العرقي للبلاد، بقوة السلاح والترهيب للسكان تمهيدًا لتهجير أكبر عدد من المواطنين الفلسطينيين، جاءت مذبحة الطنطورة. وقد تركت أثرًا بالغًا على الفلسطينيين في القرى المجاورة ومهّدت لتهجيرهم بالفعل.
تختلف مذبحة الطنطورة عن سائر المذابح السابقة في فلسطين، ليس لحجم الضحايا فقط ولكن كونها جريمة ارتُكبت على يد جيش إسرائيل، بعد أسبوع واحد من إعلان قيام الدولة الإسرائيلية. وقد اختار جيش الاحتلال هذه القرية بالذات بسبب موقعها على ساحل البحر المتوسط، وسهولة مهاجمتها ومتذرعين أن القرية تمثل تهديدًا لهم، واتّهموا أهلها بتحويلها لمرفأ يصل منه السلاح للفلسطينيين.
الطنطورة هي قرية التي كانت تقع بالقرب من حيفا. وكان عدد سكانها يبلغ 1470 في عام 1945. نفذت المجزرة في الليلة التي ما بين 22 و 23 مايو عام 1948 على يد لواء الإسكندروني التابع لجيش الإحتلال الإسرائيلي، خلال حرب 1948، وقد قتل في المجزرة ما بين 270 إلى 290 فلسطيني.

## المذبحة
استهدف الجيش الإسرائيلي القرية في ليل 22 مايو 1948 أولًا، بقصفها من البحر قبل عملية المداهمة على يد جنود الكتيبة 33 من لواء إسكندروني من جهة الشرق في نفس الليلة، وتواصل الهجوم حتى اليوم التالي حتى تمكنوا من احتلالها، وبدأت المذبحة بحق أهالي القرية غداة احتلالها مباشرة.
ارتكبت بحق مواطني القرية مذبحة بشعة في ذلك اليوم، وخاصة ضد رجال القرية. حيث أُطلقت النيران على الرجال في الشوارع وفي بيوتهم، وتم تجميعهم في مجموعات من ستة إلى عشرة أشخاص في مقابر جماعية في مقبرة القرية. وأُكره بعض الرجال على حفر خنادق أصبحت مقابرهم، بعد أن أُطلق عليهم النار ودفنوا فيها جماعات، ولم تتوقف حملة الذبح وسفك الدماء التي كان يقومون بها الجنود الصهاينة، إلا بعد وصول بعض سكان قرية زخرون يعكوف. أما تلك المقابر الجماعية فقد أصبحت الآن موقف سيارات بشاطئ موشاف دور.
أُحصيت أكثر من مائتي وخمسون جثة في ليلة الاحتلال والأيام التي تلتها، وتم طرد النساء والأطفال بعد تفتيشهم ومصادرة كل ما يملكون. وأُسِر الرجال والفتيان من سن السابعة عشر وحتى الستين عامًا في معتقلات كانت القوات الصهيونية تسيطر عليها، وتمت تصفية وقتل العديد من هؤلاء الأسرى قبل أن يتم تسجيلهم من قبل الصليب الأحمر الدولي.
محمد أبو حنا من مخيم اليرموك وهو من مواليد عام 1936، يسرد الأحداث ويقول:
«عند حلول الصباح، كان إطلاق النار قد توقف، والمهاجمون جمعوا الجميع على الشاطئ. وقسموهم، النساء والأطفال على جهة والرجال على جهة أخرى. على الشاطئ، قام الجنود بقيادة الرجال بعيدا مجموعة تلو الأخرى، وكان بالإمكان سماع إطلاق الرصاص في كل مرة. عند حلول الظهيرة، تم قيادتنا مشيا إلى بستان شرق القرية، ورأيت الجثث مكدسة على عربيات يقودها رجال الطنطورة والذين افرغوها في حفرة كبيرة. ثم وصلت الشاحنات، وشحن عليها النساء والأطفال وتم قيادتها إلى الفريديس. على الطريق، بالقرب من سكك حديد القطار، كان هنالك جثث أخرى مبعثرة هناك.»

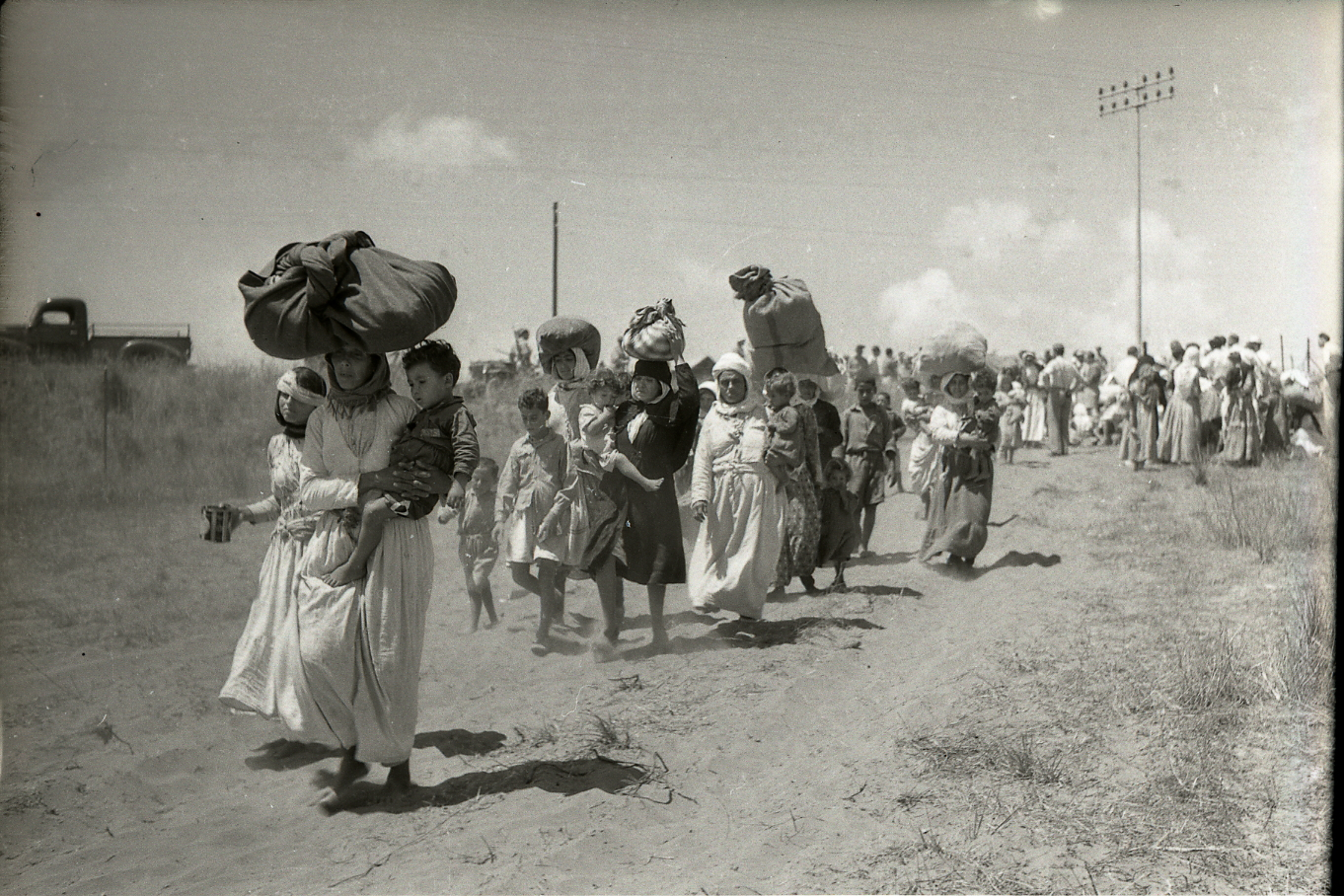
1948 تهجير نساء وأطفال الطنطورة لقرية الفريديس المجاورة.

## صمود القرية ونهايتها
قاومت القرية مقاومة باسلة ولكن لضعف تسليحهم لم تستطيع الصمود أمام القوات الصهيونية. وفي نفس اليوم قامت المنظمات الصهيونية المسلحة بأسر الرجال، وتشريد ما تبقى من أهلها من نساء وأطفال وتركهم يهيمون في العراء، وعلى أنقاضها أقيمت مستعمرة نحشوليم عام 1948. وفي عام 1949 أُقيمت مستعمرة أخرى هي مستعمرة موشاف دور على الجزء المتبقي من أراضي القرية. وأكد عدد من المؤرخين العرب واليهود أن تلك المذبحة تعتبر من أبشع المذابح التي ارتكبها الصهاينة في فلسطين والتي تزيد عن ثمانين مذبحة.
أما بعد خروج الأسرى والمحتجزين من الأسر، فقد كانت لهم رحلة طويلة من البحث عن أُسرهم التي تشتتت ما بين سوريا، الأردن والعراق. غالبية هذه الأسر من نساء وأطفال هم حاليًا لاجئون في سوريا، وموزعون ما بين مخيم اليرموك ومنطقة القابون في دمشق ومخيم الرمل في اللاذقية.

## تطورات أخيرة حول المجزرة

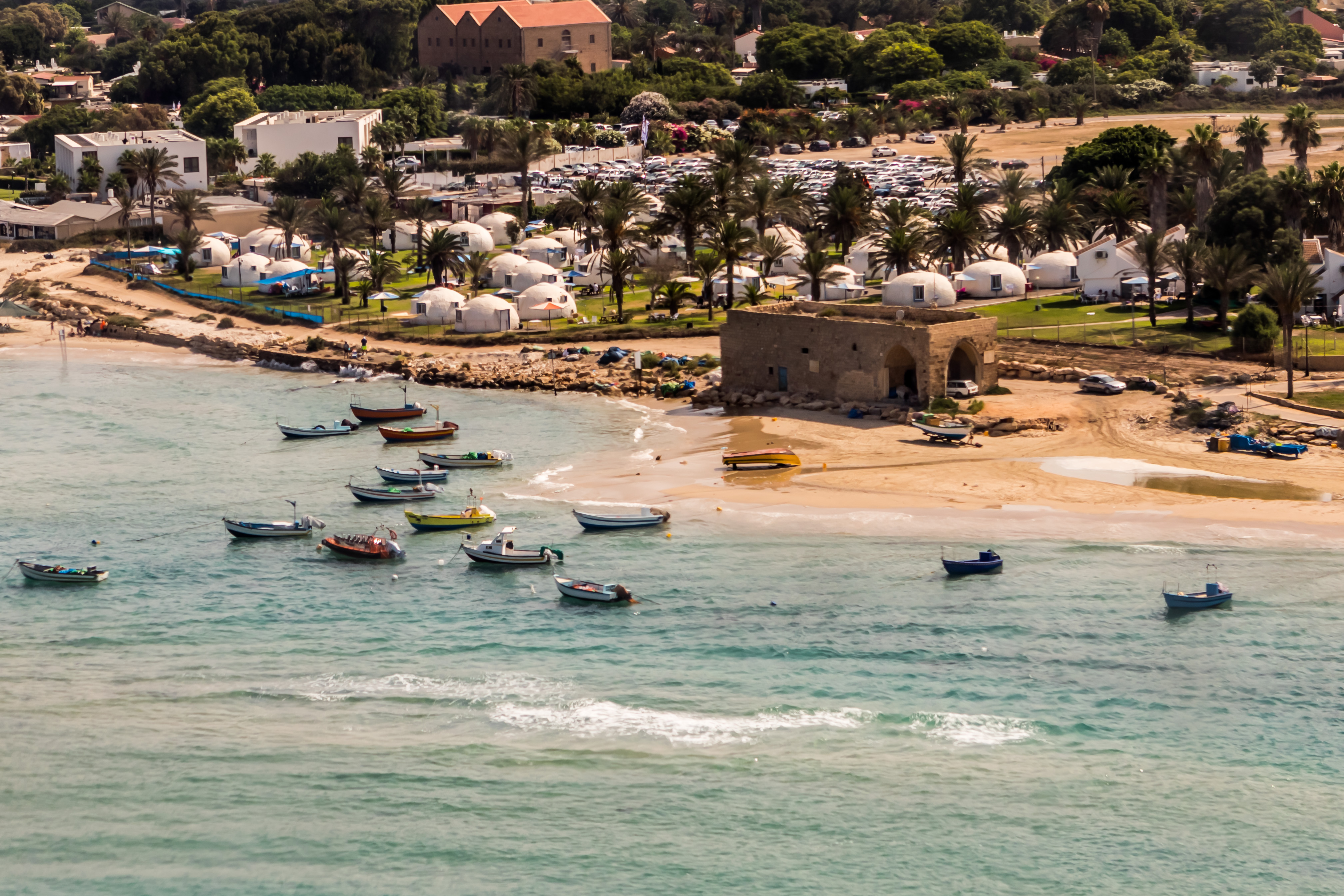
موقع الدفن الجماعي لضحايا مجزرة الطنطورة التي ارتكبت عام 1948 موجود تحت موقف السيارات الذي يقع خلف الشاطئ كما يظهر بالصورة.

في يناير عام 2022، تم عرض فيلم وثائقي عن مجزرة الطنطورة من إعداد ألون شوارتز يدعى طنطورة (اسم الفيلم بالإنجليزية: Tantura) في مهرجان صاندانس السينمائي لعام 2022. في الفيلم، يقول العديد من المحاربين الإسرائيليين المخضرمين خلال مقابلاتهم إنهم شهدوا مذبحة في بلدة طنطورة، التي حدثت بعد إستسلام أهل القرية. قدم العديد من الأشخاص الذين تمت مقابلتهم أوصافًا وتفاصيل بخصوص المجزرة، وكل منهم قدر عدد الضحايا، الذين قتلوا بالرصاص، من «بضعة» إلى «عشرات» أو حتى «أكثر من 200». التقدير الأخير كان من قبل أحد سكان زخرون يعكوف الذي ذكر أنه ساعد في دفن الضحايا. وأكدوا أن جنودًا في لواء الإسكندروني قتلوا رجالًا غير مسلحين بعد إنتهاء المعركة، وأن الضحايا دفنوا بالفعل في مقبرة جماعية، التي تقع الآن تحت موقف السيارات بالقرب من شاطئ الطنطورة (الذي يدعى الآن بشاطئ دور) بالقرب من كيبوتس ناحشوليم. ونفى عدد من الذين تمت مقابلتهم وقوع أي مذبحة بشكل قاطع. كما وحفز عرض الفيلم عدة أطراف، من بينها السلطة الفلسطينية وهيئة تحرير صحيفة هاآرتس إلى الدعوة لتشكيل لجنة للتحقيق بخصوص موقع مقبرة جماعية مزعوم آخر بالقرب من جبل الكرمل.
في عام 2023، أجرت وحدة أبحاث الهندسة المعمارية الجنائية في غولدسميث بعد تكليفها بذلك من قبل منظمة عدالة، تحقيقًا شاملاً للمصادر التاريخية وبيانات رسم الخرائط والصور الفوتوغرافية الجوية بالإضافة إلى الشهادات الشفهية، وأنتجت نموذجًا ثلاثي الأبعاد يشير إلى وجود ثلاثة مواقع مقابر أسفل منتجع شاطئ "دور".

## أعمال وثائقية وفنية
- فيلم «على أجسادهم» للمخرجة اللبنانية عرب لطفي، لقاءات مع الناجين. (على موقع يوتيوب)
- فيلم الطنطورة (اسم الفيلم بالاٍنجليزية: Tantura)